# 483

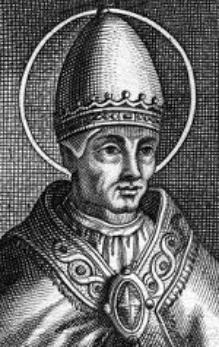
Paus Felix II (r. 483-492)

Het jaar 483 is het 83e jaar in de 5e eeuw volgens de christelijke jaartelling.

## Gebeurtenissen

### Italië
- Pierius, Romeins generaal (magister militum), wordt door Odoaker belast met de verdediging van Noord-Italië. Hij laat in de Alpen de grensgarnizoenen versterken en evacueert de burgerbevolking uit Noricum (huidige Oostenrijk).
- Felix II (r. 483-492) volgt Simplicius op als de 48e paus van Rome. Tijdens zijn pontificaat verzet hij zich fel tegen de monofysieten in het Midden-Oosten.

### China
- Prins Wu Di (r. 483-493) volgt zijn vader Gao Di op als keizer van de Zuidelijke Qi-dynastie.

## Geboren
- Cledrus, Welsh prins en heilige

## Overleden
- 10 november - Monitor, Gallo-Romeins bisschop en heilige
- 10 maart - Simplicius, paus van de Katholieke Kerk